# Conacul familiei Bogdasarov
Conacul familiei Bogdasarov (uneori Bagdasarov) este un monument de arhitectură de importanță națională din satul Piatra, raionul Orhei (Republica Moldova), construit în secolul al XIX-lea. 
A fost ridicat de nobilii armeni ai familiei Bogdasarov, despre care se spune că au venit în Basarabia din Turcia otomană, odată cu Manuc Bei. La începutul secolului al XX-lea era o gospodărie tipică pentru o familie de nobili, incluzând ferme de păsări, porci, vite și oi, precum și terenuri de vii și livezi. 
Complexul era destul de extins, fiind ocupat de acareturi de tot felul, plus o cramă în spatele conacului și un lac în față. Locuitorii mai în vârstă își amintesc că boierul avea și un garaj pentru mașină și tractoare, precum și o minicentrală electrică. După 1944, conacul a fost o vreme închisoare, după care fermele colhozului „Serghei Lazo”, depozit de cereale, iar bucătăria, o anexă la clădirea principală, fiind și astăzi sediu pentru brigada de tractoare.

## Vezi și
- Lista conacelor din Republica Moldova